# Ökörszemcinege
Az ökörszemcinege (Chamaea fasciata) a madarak osztályának verébalakúak (Passeriformes) rendjébe és az óvilági poszátafélék (Sylviidae) családjába tartozó Chamaea nem egyetlen faja.

## Előfordulása
Az Amerikai Egyesült Államok és Mexikó területén él. Állandó, nem vonuló madár.

## Alfajai
- Chamaea fasciata canicauda
- Chamaea fasciata fasciata
- Chamaea fasciata henshawi
- Chamaea fasciata intermedia
- Chamaea fasciata margra
- Chamaea fasciata phaea
- Chamaea fasciata rufula

## Megjelenése
Testhossza 16 centiméter, testtömege 14 gramm. Hosszú farka van.

## Életmódja
Rovarokkal táplálkozik.